# 松井优茄
松井優茄（平假名：、1994年3月22日—）為日本女子跆拳道選手，埼玉縣出身，目前隸屬於東京都協會。她的跆拳道生涯始於國小2年級。